# Birmingham Iron
I Birmingham Iron sono stati franchigia professionistica di football americano con sede a Birmingham Alabama, che ha giocato nella Alliance of American Football nella stagione 2019. La franchigia disputa le sue gare al Legion Field fino alla costruzione del nuovo stadio al Birmingham–Jefferson Convention Complex che terminerà nel 2021.

## Storia
La squadra è stata annunciata come una dei membri fondatori della Alliance of American Football il 4 giugno 2018. Due giorni dopo Tim Lewis è stato nominato primo capo-allenatore. Il roster di 52 giocatori è stato annunciato il 30 gennaio 2019. La prima partita della storia della squadra è stata contro i Memphis Express il 10 febbraio 2019, facendo registrare la prima vittoria senza subire alcun punto.